# エスタディオ・アタナシオ・ジラルド
エスタディオ・アタナシオ・ジラルド（Estadio Atanasio Girardot）はコロンビアの都市メデジンにある多目的スタジアム。フットボル・プロフェシオナル・コロンビアーノに所属するアトレティコ・ナシオナル、インデペンディエンテ・メデジンの本拠地。

## 概要

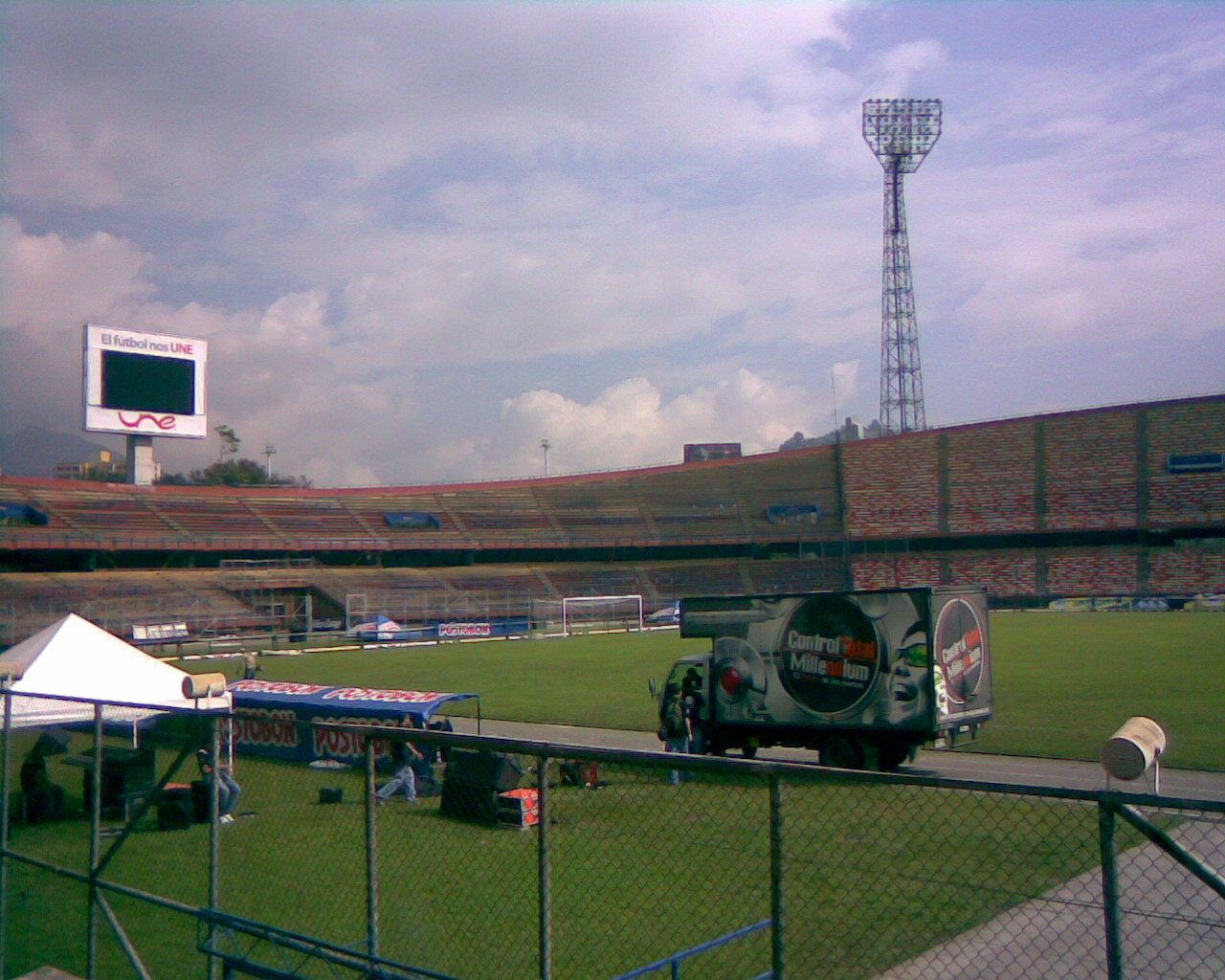
2011年に改装される前のスタジアム

エスタディオ・デポルティーボ・カリ、エスタディオ・メトロポリターノ・ロベルト・メレンデスに次いで国内で3番目に大きいスタジアムである。
2011年のFIFA U-20ワールドカップ、2021年のコパ・アメリカ前に改修が行われた。
スポーツ以外の目的にも使用される事もあり、コンサートではマドンナ、マルーマ、カロルG、バッド・バニー等のアーティストが出演した。